# Paraboea martinii
Paraboea martinii är en tvåhjärtbladig växtart som först beskrevs av Augustin Abel Hector Léveillé och Eugène Vaniot, och fick sitt nu gällande namn av Brian Laurence Burtt. Paraboea martinii ingår i släktet Paraboea och familjen Gesneriaceae. Inga underarter finns listade i Catalogue of Life.